# Jungermannia rotaeana
Jungermannia rotaeana là một loài rêu tản trong họ Jungermanniaceae. Loài này được (De Not.) Bertol. miêu tả khoa học lần đầu tiên năm 1862.